# 信号完整性
信号完整性（英語：Signal integrity, SI）是对于电子信号品質的一系列度量标准。在数字电路中，一串二进制的信号流是通过电压（或电流）的波形来表示。然而，自然界的信号实际上都是模拟的，而非数字的，所有的信号都受噪音、扭曲和损失影响。在短距离、低比特率的情况里，一个简单的导体可以忠实地传输信号。而长距离、高比特率的信号如果通过几种不同的导体，多种效应可以降低信号的可信度，这样系统或设备不能正常工作。信号完整性工程是分析和缓解上述负面效应的一项任务，在所有水平的电子封装和组装，例如集成电路的内部连接、集成电路封装、印制电路板等工艺过程中，都是一项十分重要的活动。
信号完整性考虑的问题主要有振铃（ringing）、串扰（crosstalk）、接地反弹、扭曲（skew）、信号损失和电源供应中的噪音。